# Seungjeongwon ilgi
Seungjeongwon ilgi o Diario del Secretariado Real es un registro diario del Seungjeongwon, Secretariado Real durante la Dinastía Joseon de Corea (1392-1910), que registra la vida pública del rey y sus interacciones con la burocracia a diario.

## Tesoro nacional
Es el tesoro nacional número 303 de Corea y fue designado como parte del Programa Memoria del Mundo de la UNESCO. La UNESCO confirmó al Seungjuongwon ilgi como el registro continuo más largo de la vida diaria de un rey en 2001 y lo designó en el Programa Memoria del Mundo junto con Jikji. El diario estaba escrito en chino clásico.: 74 